# The Moon Is Rising
The Moon Is Rising è un singolo della cantante lettone Samanta Tīna, pubblicato il 13 marzo 2021.
Il brano è stato selezionato per rappresentare la Lettonia all'Eurovision Song Contest 2021.

## Descrizione
In seguito alla sua vittoria a Supernova 2020, Samanta Tīna era stata inizialmente selezionata per rappresentare il suo paese all'Eurovision Song Contest 2020 con la canzone Still Breathing, prima della cancellazione dell'evento. A maggio 2020 l'emittente televisiva LTV l'ha riconfermata per l'edizione eurovisiva successiva. The Moon Is Rising, il nuovo brano lettone per Rotterdam, è stato trasmesso in anteprima il 12 marzo 2021 durante lo speciale di LTV Kā uzvarēt Eirovīzijā? Samantas Tīnas ceļš uz Roterdamu, per poi essere reso disponibile sulle piattaforme digitali dal giorno successivo.
Samanta Tīna ha presentato The Moon Is Rising dal vivo per la prima volta il 17 marzo 2021 in occasione dell'annuale cerimonia di premi musicali Zelta Mikrofons a Riga.
Nel maggio successivo, la cantante si è esibita nella seconda semifinale eurovisiva, piazzandosi all'ultimo posto su 17 partecipanti con 14 punti totalizzati e non qualificandosi per la finale.

## Tracce
Testi e musiche di Samanta Tīna, Aminata Savadogo e Oskars Uhaņs.
1. The Moon Is Rising – 3:00